# مطاط زبدي

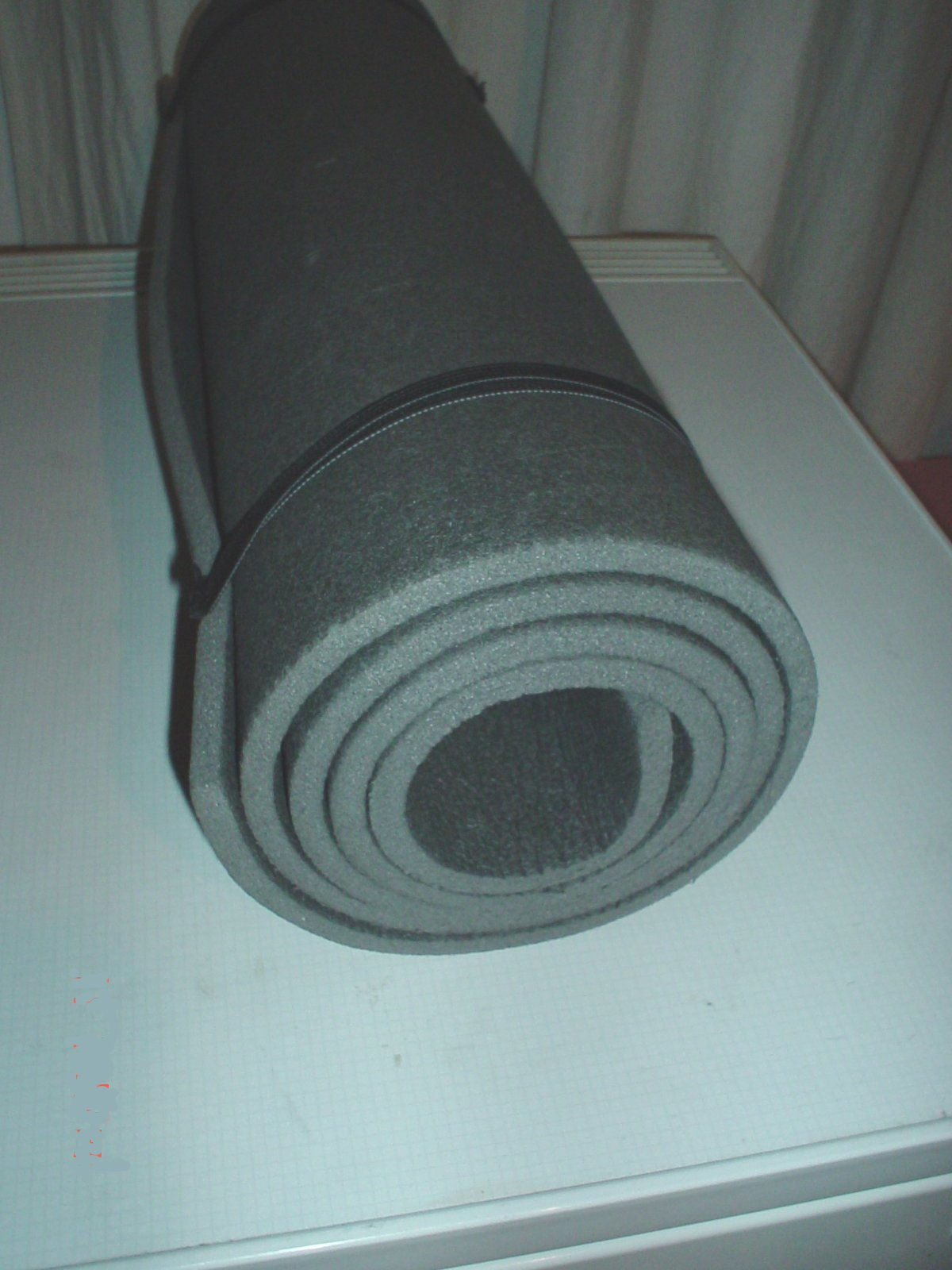
مدة يوغة من المطاط الزبدي

المطاط الزَّبَدي أو الإسفنجي يشير إلى المطاط الذي يُصنع باستخدام عامل رغوة لإنشاء هيكل مصفوفة مملوءة بالهواء. يصنع المطاط الزبدي التجاري عمومًا من المطاط الاصطناعي أو اللثى الطبيعي أو متعدد اليوريتان. يشتهر المطاط الإسفنجي من اللثى المستخدم في المراتب بقدرته على التحمل. متعدد اليوريتان هو مكثور متصلب بالحرارة يأتي من مزيج من ميثيل ثنائي أيزوسيانيت والبولي متعدد الإثيلين وبعض الإضافات الكيميائية الأُخَر. 